# Platanthera alpinipaludosa
Platanthera alpinipaludosa là một loài thực vật có hoa trong họ Lan. Loài này được P.Royen miêu tả khoa học đầu tiên năm 1979.